# Movimiento Alternativo Social
El Movimiento Alternativo Social (MASS) fue un partido político español cuyo ámbito es la provincia de León  en Castilla y León. Fue fundado en 2006 e inscrito en el registro de partidos políticos del Ministerio del Interior el 19 de mayo de dicho año. Se presentó a varios procesos electorales, con resultados testimoniales. No presentándose en las elecciones municipales y autonómicas del año 2015 en ninguna circunscripción electoral, disolviéndose ese año.
Su fundador y presidente fue el antiguo secretario provincial del Partido Popular en León y diputado nacional Ángel Escuredo, que dejó el partido, junto con Fátima López Placer, procuradora del Partido Popular en las Cortes de Castilla y León, diputada provincial, vicepresidenta de la Diputación de León para El Bierzo y concejala del ayuntamiento de Priaranza del Bierzo (además de exconcejala del equipo de gobierno del PP en el municipio de Ponferrada durante el gobierno de Ismael Álvarez), y con otros doscientos militantes en marzo de 2006 para crear el MASS.
El MASS se presentó a las elecciones municipales de 2007, en coalición con Unión del Pueblo Leonés, en los 39 municipios del partido judicial de Ponferrada. La coalición obtuvo 8193 votos y 38 concejales en 22 municipios, sin conseguir ninguna alcaldía.
A finales de 2007 el MASS rompió su pacto electoral con UPL, tras la dimisión del secretario general de UPL, Joaquín Otero. El MASS no tomó parte en las elecciones generales de 2008 ni colaboró con UPL, lo que supuso la práctica desaparición de esta de El Bierzo (337 votos al Congreso, 558 al Senado). 
En el año 2008 manifestaron públicamente su intención de presentarse en toda la provincia de León, en un congreso celebrado en Ponferrada al que acudieron como invitados varios representantes de la política leonesa y de partidos regionalistas y nacionalistas.
En las elecciones municipales y autonómicas del año 2015 no se presentaron en ninguna circunscripción electoral.